# Єгор'євськ
Єго́р'євськ (рос. Егорьевск) — місто обласного підпорядкування на південному сході Московської області Росії, адміністративний центр Єгор'євського району. Місто уперше згадується у духовній грамоті московського князя Василя II як село Високе.

## Загальна інформація

### Географія
Єгор'євськ розташований на Мещерській низовині у центрі європейської частини Росії, за 101 км від Москви, на березі річки Гуслиці.

## Історія
Перша згадка — 1462 рік, у грамоті Василя Темного, під назвою «село Високе» (рос. Высокое). Первісне йменування дане за розташуванням на високому березі річки Гуслиці. У писцевій книзі за 1577 р. згадується про церкву святого Юрія («Єгорія»): «село Высокое на рѣчкѣ на Гуслицѣ, а в немъ церковь Егорей страстотерпецъ». У пізніших джерелах трапляються варіанти Єгор'є-Високе, Єгор'є-Висоцьке і просто Єгор'євське. У ході адміністративної реформи кінця XVIII ст. законом від 24 серпня 1778 року приписано село Єгор'євське перейменувати в місто Єгор'єв. Проте, ця форма з суфіксом «-єв» не прижилася, тому наступного року в законі про установлення гербів містам Рязанського намісництва місто згадується як Єгор'євськ.
До 1778 року територія майбутнього Єгор'євська входила до Коломенського повіту, з наданням статусу міста був створений Єгор'євський повіт у складі Рязанського намісництва (у 1796—1802 роках тимчасово скасований, землі поділені між Рязанським і Зарайським повітами). До 1922 року Єгор'євський район був частиною Рязанської губернії, згодом увійшов до Московської областї.

## Транспорт

### Залізничний транспорт
У межах міста знаходиться одна залізнична станція великого кільця Московської залізниці Єгор'євськ I, в одному з парків якої розташовано пасажирський зупинний пункт Єгор'євськ II. Зв'язок з Москвою (Москва-Казанська): 2-3 пари «прямих» електропоїздів Єгор'євськ II — Москва-пасажирська Казанська, що прямують через станцію Куровська, також можлива пересадка з поїздів великого кільця на поїзди радіальних напрямків на станціях Куровська і Воскресенськ.
До 1965 року курсували пасажирські поїзди вузькоколійною залізницею Єгор'євськ — Шатура. До 2005 року в центрі міста діяла вузькоколійна залізниця Єгор'євського бавовняного комбінату. На ній здійснювався тільки вантажний рух. Однак на початку 2006 року вона була повністю розібрана за непотрібністю.

## Відомі люди
- Благонравов Георгій Іванович (1896—1938) — російський революціонер, радянський державний діяч
- Євстигнєєва Рима Порфиріївна (1925) — російський хімік-органік, член-кореспондент АН СРСР (1976)
- Даниленко Андрій Петрович (1956) — міський голова Євпаторії
- Успенський Едуард Миколайович (1937—2018) — радянський і російський дитячий письменник і сценарист
- Лазинська Валерія Юріївна (1992) — російська борчиня вільного стилю, бронзова призерка чемпіонату світу
- Кудрявцев Валерій Борисович (1936) — російський вчений, викладач

## Міста-побратими
Укладені договори про встановлення побратимських відносин з містами:
 Пирдоп (Болгарія)
 Мозир (Білорусь)
 Згурівка (Київська область, Україна)
 Чжудзи (Чжецзян, Китай)